# Hermann Lingg

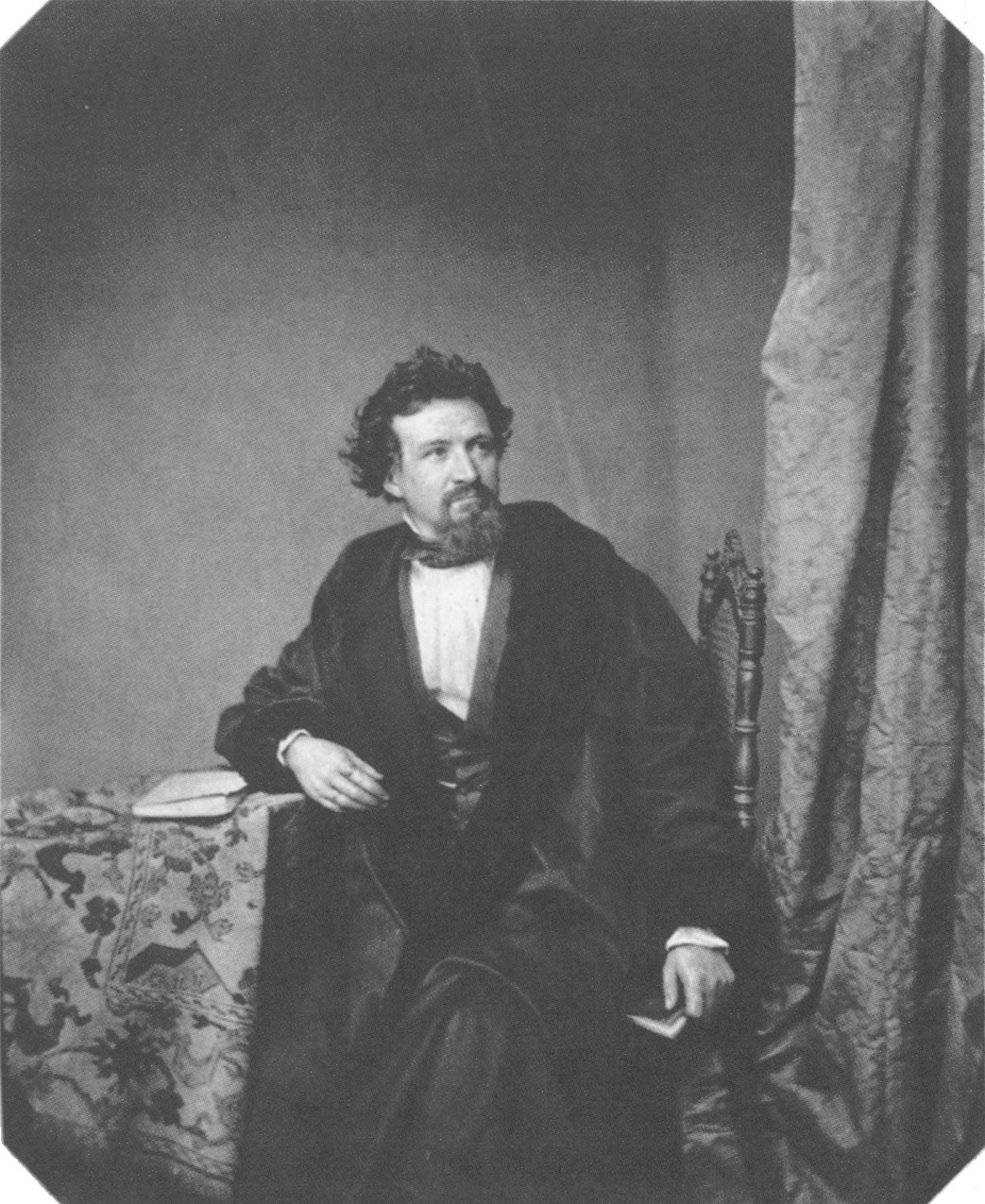
Hermann Lingg en 1860.

Hermann Lingg, desde 1890 Hermann Ritter von Lingg (Lindau, 22 de enero de 1820 – 18 de junio de 1905) fue un médico y poeta alemán, especializado en poesía épica de temática histórica.

## Biografía
Estudió en el instituto Königlich Bayerisches de Kempten donde ya se le apreciaron aptitudes en literatura e historia. No obstante, obedeciendo a su padre, estudió y se doctoró en Medicina en 1843 tras estudiar en Munich, Berlín, Praga y Friburgo. Ingresó como médico en el ejército bávaro en 1846.
Participó en la represión de la Revolución de 1848 pero eso le provocó una fuerte depresión ya que simpatizaba con los ideales de los insurgentes. Fue internado en un hospital psiquiátrico de donde fue dado de alta en 1850. Se retiró del ejército y en 1853 se instaló en Munich y se casó con Seraphine Lang, hija de un guarda forestal que conocía desde que eran estudiantes.
Gracias a amistades comunes conoció al autor poético más celebrado del momento, Emanuel Geibel, el cual presentó con grandes elogios la primera obra de Lingg,Gedichte en 1854, por la que fue ampliamente conocido. El rey Maximiliano II de Baviera, le concedió un subsidio anual que le permitió continuar sus estudios históricos y poéticos. Perteneció al círculo poético Die Krokodile (Los Cocodrilos), cuya presentación en 1856 fue presidida por Paul Heyse y Julius Grosse y cuyo nombre deriva de un poema de Lingg titulado Das Krokodil von Singapur.
La década de los 60 fue muy productiva: escribió obras de teatro Catilina (1864) y Die Walküren (1865), y colecciones de poemas épicos Vaterländische Balladen und Gesänge (Baladas y canciones patrióticas) (1869) y sobre todo la que consideraba su mejor obra y la que alcanzó más fama, Die Völkerwanderung (La Gran Migración de los Pueblos) publicada entre 1865 y 1868.
Fue condecorado en 1890 con la Orden del mérito de la corona bávara y nombrado ciudadano de honor en Munich y Lindau.